# Бокотей Андрій Андрійович
Андрі́й Андрі́йович Бокоте́й (нар. 21 березня 1938, село Брід, Іршавського району Закарпатської області) — український художник, один з піонерів студійного скла на теренах СРСР, керівник Західного регіонального науково-мистецького центру Національної академії мистецтв України (2015-2022), ректор Львівської національної академії мистецтв (2000—2015), дійсний член (академік) Національної академії мистецтв України (2000). Народний художник України. Професор. Лауреат Національної премії України імені Тараса Шевченка (2000). Засновник і голова оргкомітету десяти Міжнародних симпозіумів гутного скла у Львові (1989—2016).

## Біографія
Андрій Бокотей народився у селі Брід Іршавського району Закарпатської області. Художню освіту здобув у Львівському державному інституті прикладного та декоративного мистецтва на кафедрі художньої кераміки. Навчався у Романа Сельського, Карла Звіринського, Данила Довбошинського, Дмитра Крвавича. У 1965 році, після закінчення навчання, почав викладати на кафедрі, де навчався. На початку свого творчого шляху працював у галузі художньої кераміки, художнього скла та живописі. У 1970 році стає членом Спілки художників України.
У 1981 у Ленінграді на виставці «Скло, образ, простір» представляв Україну.
У 1991—1992 роках очолює Львівську організацію Спілки художників України
У 1994 році Андрій Бокотей отримав звання професора та очолив кафедру художнього скла.
З 1996 року проректор з навчальної роботи, а 2000 року отримує призначення на посаду ректора.
З 1 липня 2015 року за власним бажанням звільнився з посади ректора Львівської національної академії мистецтв. Цього ж місяця очолив новостворений Західний регіональний центр Національної академії мистецтв України, яким керував до липня 2022 р.

## Родина
Батько Андрій Леонтійович (1909—1992) — греко-католицький священник; мати Марія Миколаївна (1912—1996) — музикант; дружина Ореста Михайлівна (1947—2014) — економіст, головний бухгалтер Львівського державного техніко-економічного коледжу.
Має двох синів. Старший — Андрій Бокотей (1966), орнітолог, доктор біологічних наук, професор Львівського національного університету ім. І.Франка. Менший син Михайло Бокотей (1976) працював у МЗС, на дипломатичних посадах у Посольстві України в Республіці Польща, сьогодні очолює Музей скла у Львові та кафедру художнього скла Львівської національної академії мистецтв.

## Персональні виставки

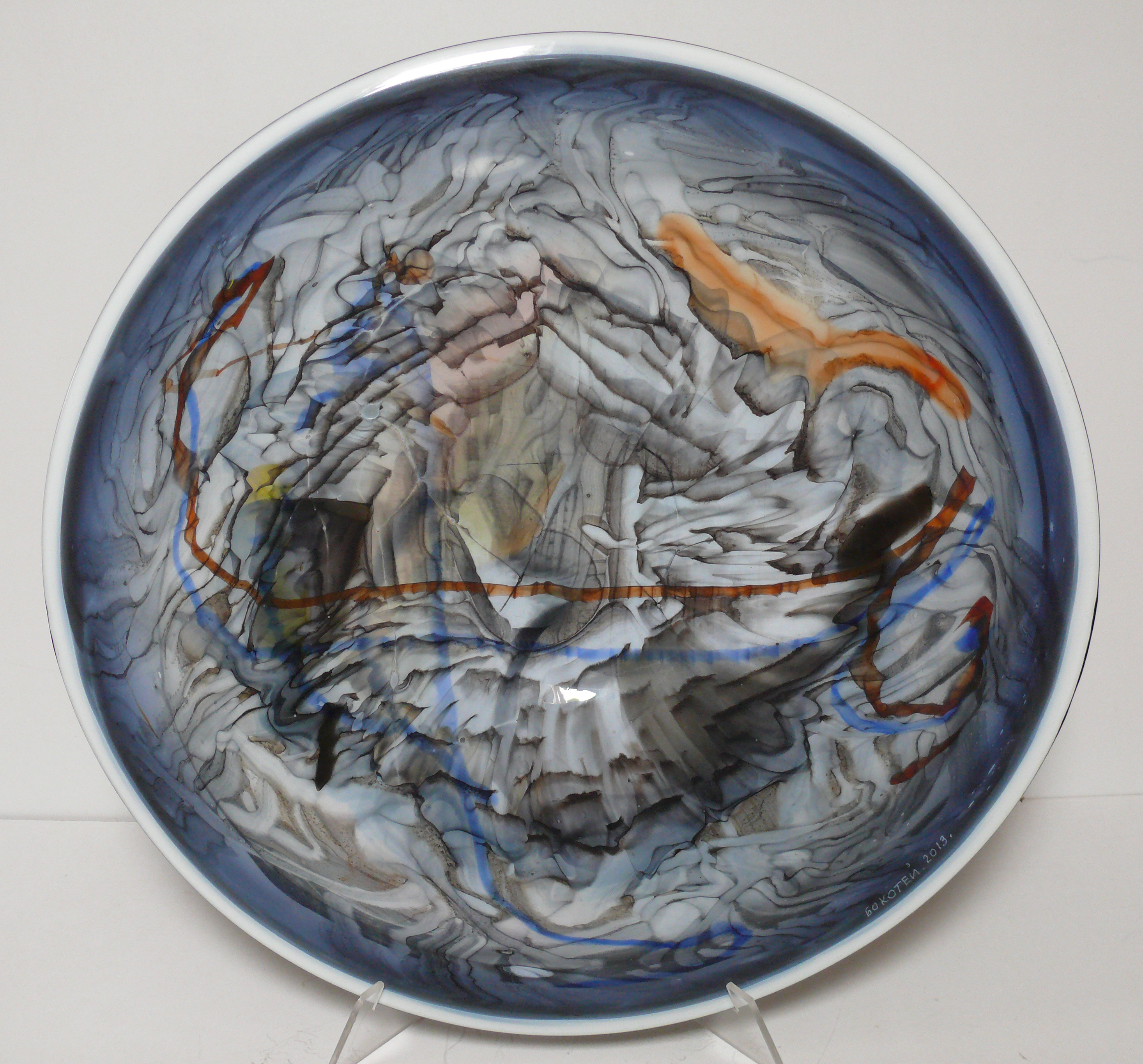
Андрій Бокотей, «Сон». Гутне скло, 2013 р.

- 1992 у місті Нансі у Франції.[2]
- 1983—1984 — у Ленінграді.[3]
- 1988 — Львів.[3]
- 1993 — у Бельгії місто Льєжі.[3]
- 1995 — Львів.[3]
- 1996 — в Утрехті (Нідерланди).[3]
- 2001 — Київ.[3]
- 2018 — Львів

## Роботи
- Набір посуду (1968). Керамічні об'єми мають чотиригранну форму. Центральним елементом ансамблю є високий штоф. У декоруванні роботи використано спосіб часткового поливання поливою. Основне тло має матову охристо-червону поверхню з окремими елементами декорованими коричневою пливою.[4]

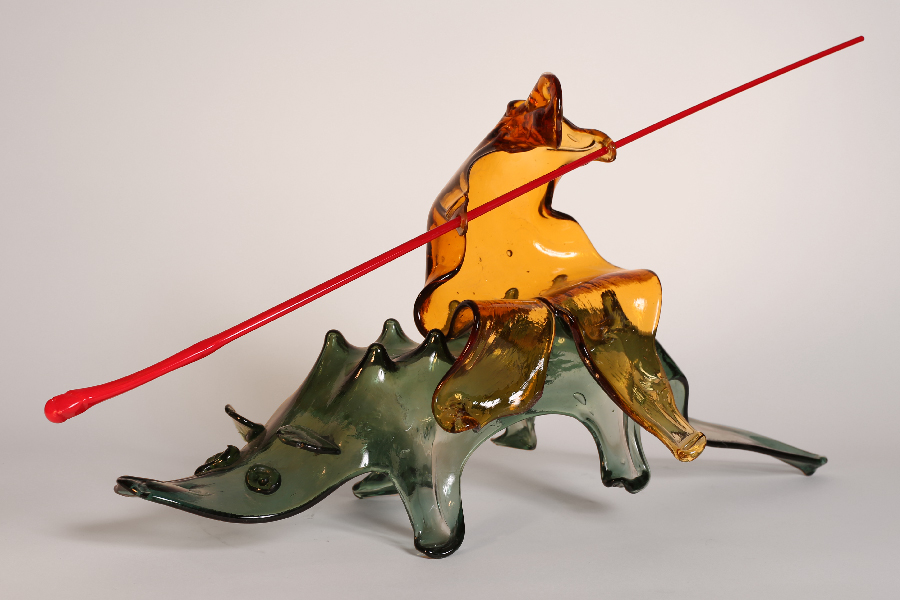
Андрій Бокотей, «Приборкувач». Гутне скло, 201 р.

- Набір для напоїв (1968). У роботі поєднано два простих об'єми основана циліндрична форма поєднана з квадратною горловиною. Декор нагадує рустовані стіни.[4]
- Керамічне облицювання для ресторану «Львів». Робота виконана у співавторстві з Зеновієм Флінтою та Василем Кондратюком.[4]
- Модульна решітка для зимового саду санаторію «Південний» у Трускавці (1979). Виконана у співавторстві з Зеновієм Флінтою та Василем Кондратюком.[4]
- «Метаморфози» (1975)
- «Генрі Муру присвячується» (1973).[3]
- «Чумацький шлях» (1978).[3]
- «Всесвіт» (1978—1980).[3]
- Об'ємно-просторова композиція для центрального залу Львівського автовокзалу (1980).[3]
- «Гуцульські мадонни» (1981).[2][3]
- «Козак Мамай» (1983)
- «Екос-2» (1988)
- «Іграшки для дорослих» (1990).[2]
- «Проти течі» (1990).[3]
- «Рівновага» (1994).[3]
- «Апокаліпсис» (1996).
- «Мойсей» (2003).[2]
- Пласти серії «Пейзажні композиції» (2008). Робота виконана у кольоровому склі у гутній техніці.[2]
- Серія декоративних пластів «Пейзажі» (2010). Робота виконана у кольоровому склі у гутній техніці.[2]
- «Фігура на возі» (2011) Скло, дерево, авторська техніка.[5]
- «Сидяча фігура».[2]
- Пласти серії «Венеціанська нитка» (2011.) Робота виконана у кольоровому склі у гутній техніці.[2]
- «Кінь та вершник на візку».[2]
- «Медитації».[2]
- "Таємна вечеря" (2018)
- "Теракотова армія" (2019)
- "Таємна вечеря 2021"
- "Ангели" (2023)
- "Викрадений (Захисник)" (2024)

## Державні нагороди
- Лицарський хрест Ордена заслуг Угорської Республіки (28 березня 2018) — за заслуги в розбудові українсько-угорських культурно-мистецьких відносин та значні художні досягнення.[6]
- Орден князя Ярослава Мудрого IV ст. (22 серпня 2016) — За значний особистий внесок у державне будівництво, соціально-економічний, науково-технічний, культурно-освітній розвиток України, вагомі трудові здобутки та високий професіоналізм.[7]
- Орден князя Ярослава Мудрого V ст. (21 березня 2013) — за визначний особистий внесок у збагачення національної культурно-мистецької спадщини, багаторічну плідну творчу та педагогічну діяльність.[8]
- Кавалерський хрест Ордена «За заслуги перед Республікою Польща» (08 травня 2009 р) — за заслуги в розвитку добросусідських українсько-польських відносин.[9]
- Народний художник України (18 січня 2007) — за заслуги у державному будівництві, вагомий внесок у розвиток і зміцнення демократичної, соціальної і правової України та з нагоди Дня Соборності України.[10]
- Національна премія України імені Тараса Шевченка 2002 року — за просторові композиції зі скла.[11]
- Заслужений діяч мистецтв України (1989).